# Соус

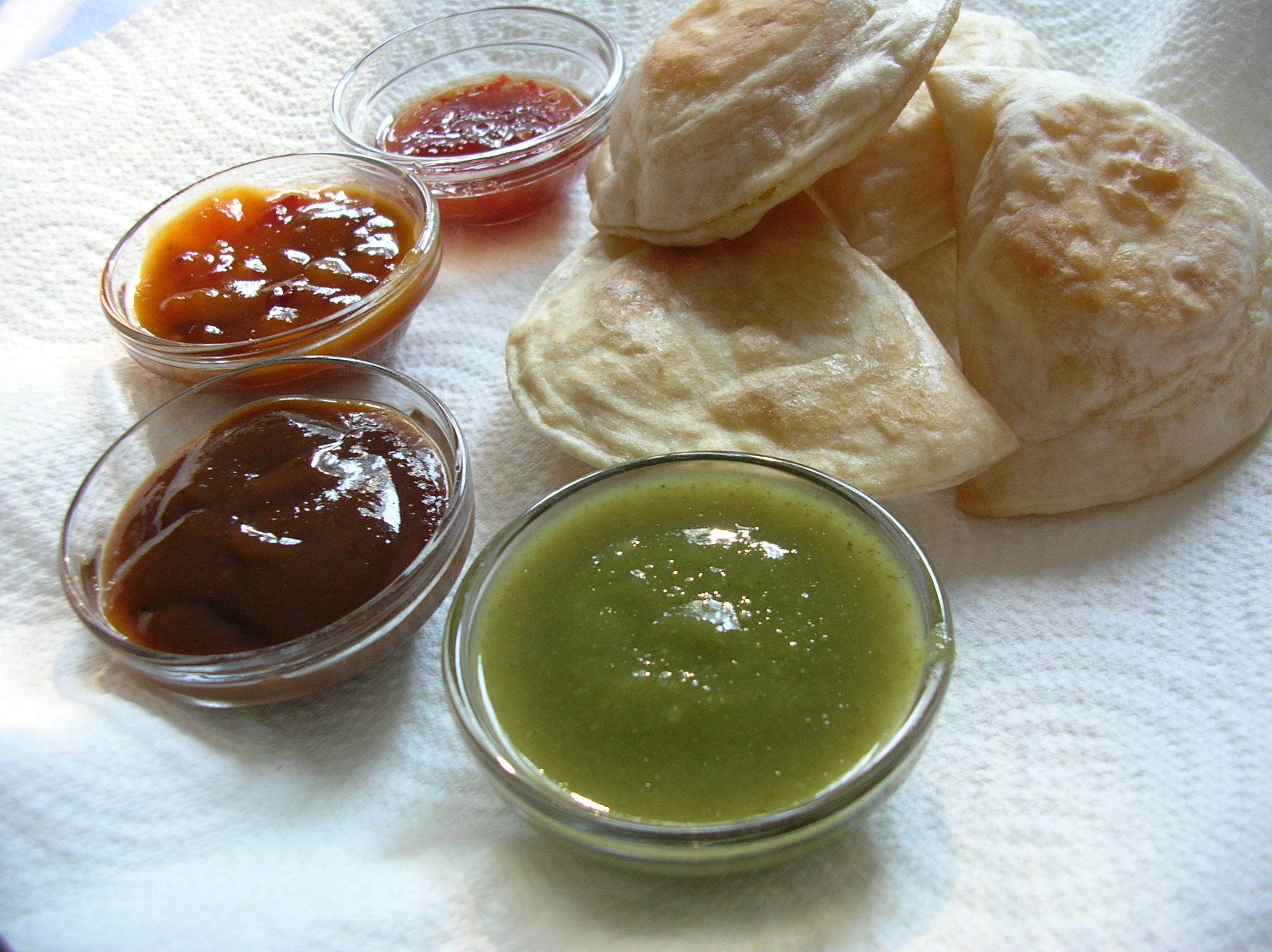
Чотири різних соуси

Со́ус (фр. une sauce від лат. salsa — солена; також сос, по́ливка, підли́ва або підле́ва) — додатковий компонент страви, з характерною напіврідкою консистенцією, який використовують у процесі приготування страви або подають до готової страви для поліпшення її смаку і аромату.
Їх готують з борошном на молоці (сметані) чи на бульйоні з грибів, м'яса або риби, без борошна на вершковому маслі, олії, з додаванням оцту.
Соуси, приготовлені на м'ясних з великою кількістю екстрактивних речовин, збуджують апетит. Багатьом стравам соуси надають соковитості, що полегшує засвоюваність страви.
Тушкування м'яса з гострими соусами сприяє переходу колагену в глютин і розм'якшенню м'яса.
Завдяки соусам з того самого продукту можна приготувати різні за смаком страви. До складу соусів входять такі продукти, як масло вершкове, сметана яйця, борошно та ін. Білки, жири і вуглеводи в соусах легко засвоюються організмом. Крім того, використовуючи соус, страві можна надати гарного зовнішнього вигляду. Наприклад, червоний маринад відтіняє білий колір риби. Соус майонез використовують для оформлення салатів. Багато соусів доповнюють склад страв, підвищують їхню калорійність. Так, бідні на жири страви (з відвареної тріски, судака) слід подавати з соусом польським, який збагачує страву жирами; соус сухарний підвищує калорійність страв з відвареної капусти більш як удвічі. Правильний вибір соусу до страви має велике значення. Соусами поливають основний продукт або гарнір, заправляють ними супи або подають до страв окремо в металевих або порцелянових соусниках, які ставлять поряд з блюдцем на тарілочці.

## Класифікація соусів
За способом приготування соуси поділяють на дві групи; соуси з загусниками, при виготовленні яких використовують пасероване борошно, крохмаль, і без загусників. За температурою подавання соуси поділяють на гарячі (температура подачі 65-70°С) і холодні (10-12°С). За кольором розрізняють соуси червоні і білі. Як рідку основу для соусів використовують бульйони — м'ясні, рибні, молоко, сметану, вершкове масло, олію, оцет.
Особливу групу становлять солодкі соуси. Для дієтичного харчування соуси готують на воді, овочевих і круп'яних відварах. За консистенцією соуси бувають рідкими для поливання і тушкування страв; середньої густини — для запікання і додавання в овочеві страви і фарші. Інколи готують густі соуси для фарширування і додавання як в'язку основу в деякі страви. За технологією приготування розрізняють основні і похідні соуси. Соус, приготовлений на певній рідкій основі з максимальною кількістю продуктів, називається основним. Якщо до основного соусу додати інші продукти і приправи, то дістають нові соуси цієї групи, які називаються похідними. Для того, щоб при зберіганні соусів не утворювалася плівка, на поверхню соусу кладуть кусочки вершкового масла або маргарину. Швидко охолоджений, а потім розігрітий соус має кращий смак, ніж соус, який зберігають гарячим. Холодні соуси є поживним середовищем для розвитку мікроорганізмів, тому їх слід зберігати в холодильній камері в закритому порцеляновому, керамічному посуді або в каструлі з нержавіючої сталі.
Соуси необхідно спожити протягом 1−2 годин.

## Основні соуси

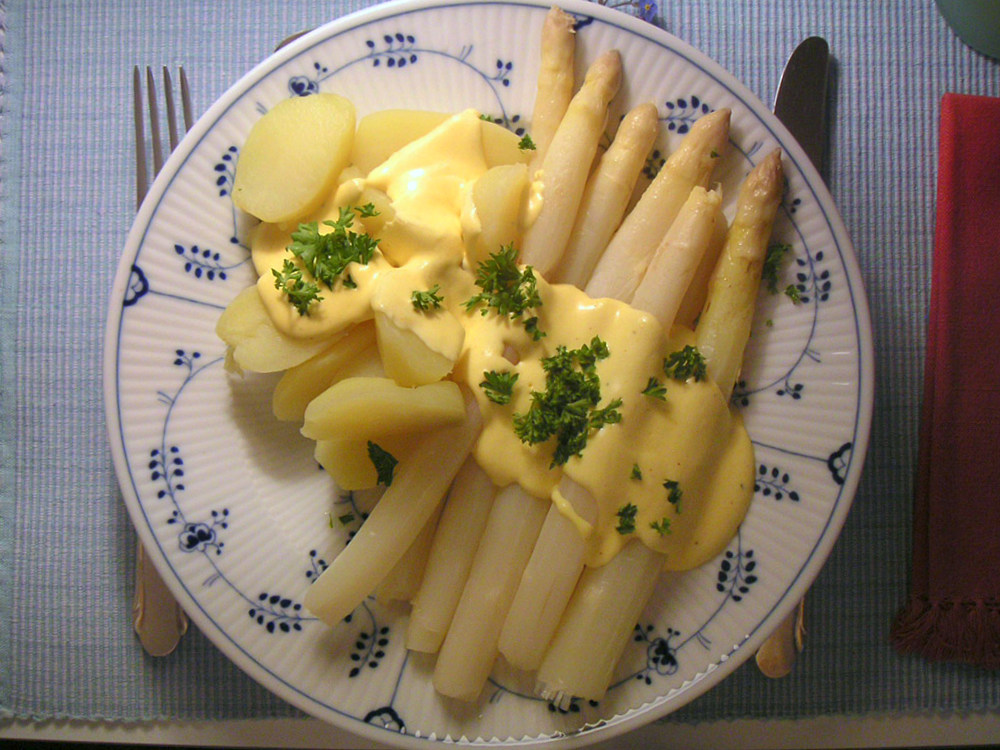
Відварені картопля і спаржа під голландським соусом

Основні соуси готують за певною технологією на певній рідкій основі з мінімальною кількістю продуктів в додатковій частині. Концепт базових соусів був розроблений в XIX столітті французькими кухарями Марі-Антуаном Карем і, пізніше, Оґюстом Еськоф'є і до сих пір є стандартним в міжнародній гастрономії.
До основних французьких соусів відносяться:
- Еспаньйол (основний коричневий соус), готується з червоної ру і міцного м'ясного бульйону
- Велюте (основний білий соус), готується на основі золотистої ру і світлого курячого / телячого або рибного бульйону
- Бешамель (основний молочний соус), готується на основі білої ру і молока
- Голландський соус, приготована на водяній бані емульсія з яєчного жовтка і вершкового масла.

На початку XX століття Ескоф'є відніс до базових соусів також томатний соус (перетерті варені томати) і майонез (холодний соус з жовтка, олії і гірчиці).

## Різновиди соусів

### Похідні соуси
Похідні соуси виготовляють з базових соусів шляхом додавання до них різних компонентів. Деякі з похідних соусів:

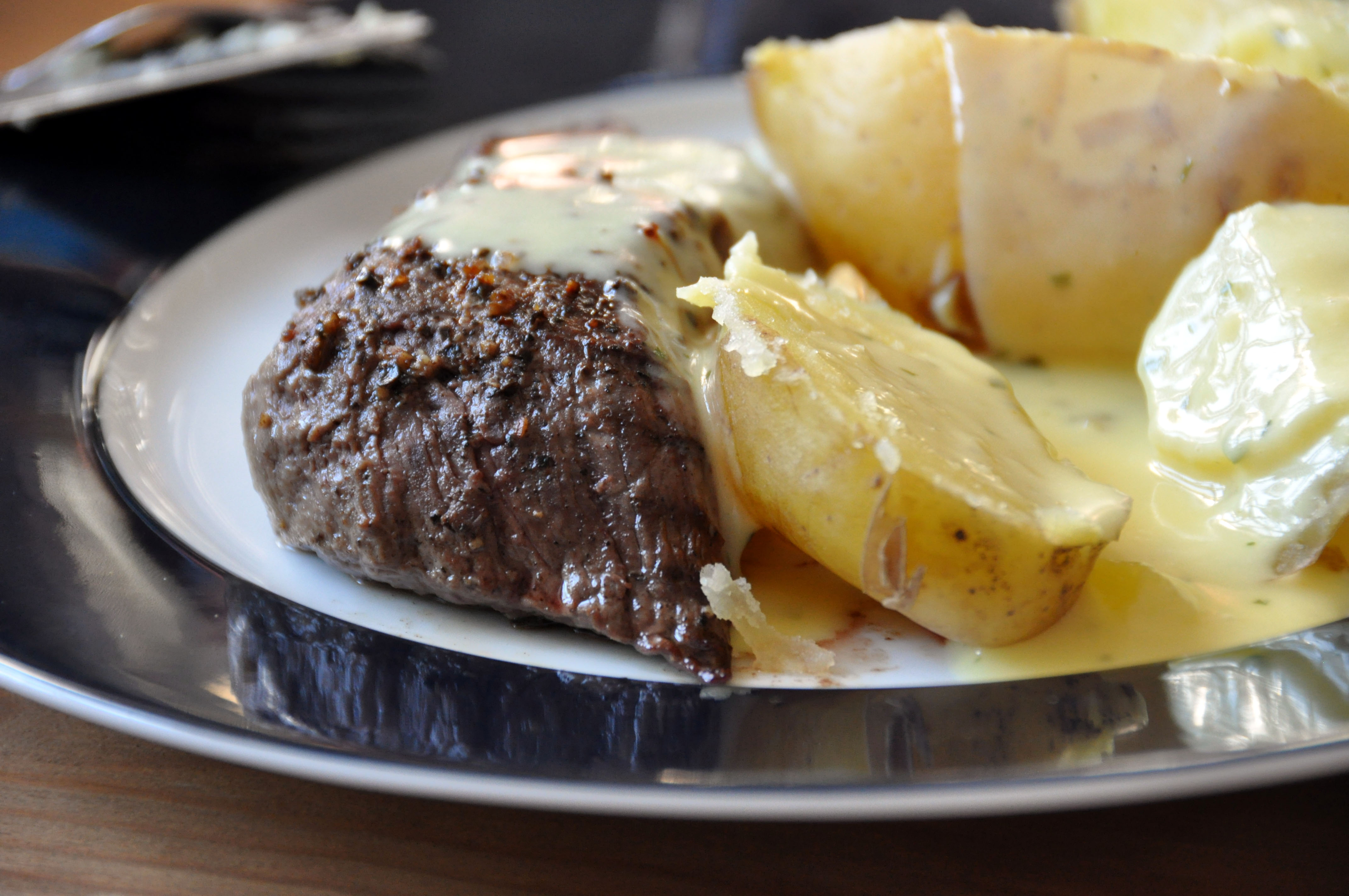
Стейк з беарнським соусом

Хоча голландський соус традиційно подають до овочів (у першу чергу, до спаржі) і яєць Бенедикт, похідні від нього соуси частіше подають до стейків та риби:
- беарнський соус
- шорон
- діжонський соус

На основі велуте найчастіше готують соуси до риби, птиці або телятини:
- аллеманд
- капер
- грибний соус
- пулет

Соус бешамель часто використовують при приготуванні страв з макаронних виробів (наприклад, лазанья), суфле або як соус до овочевих страв. Однак його похідні підходять і до м'ясних або рибних страв:
- субіз
- аврора
- Морней

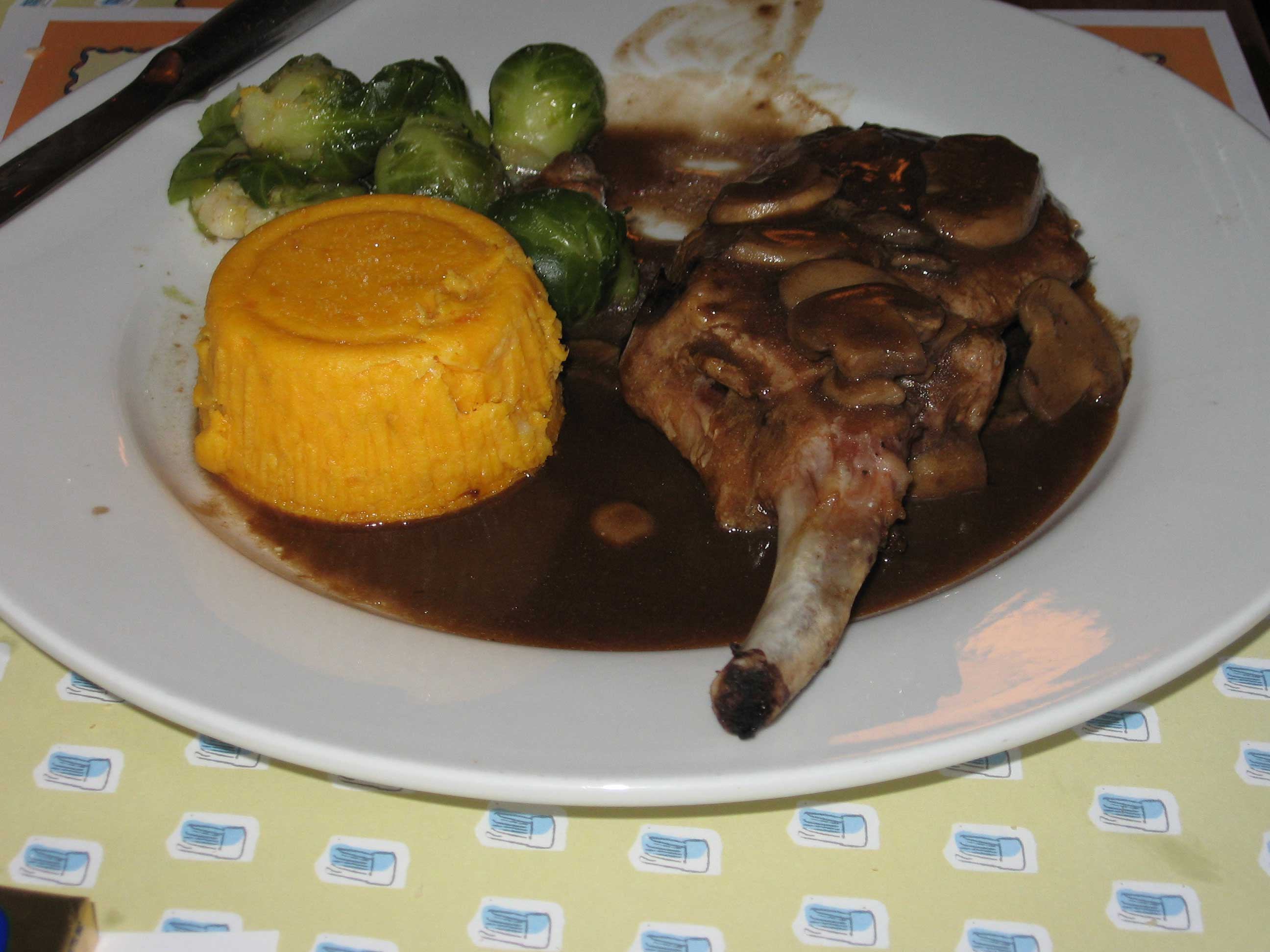
М'ясо з соусом деміглас

З соусу еспаньйол виходять темні соуси до м'яса:
- деміглас
- мисливський соус
- африканський соус
- Жю (також жю-льє)
- периге
- соус робер

### Соуси на вершковому маслі

#### Масляні соуси

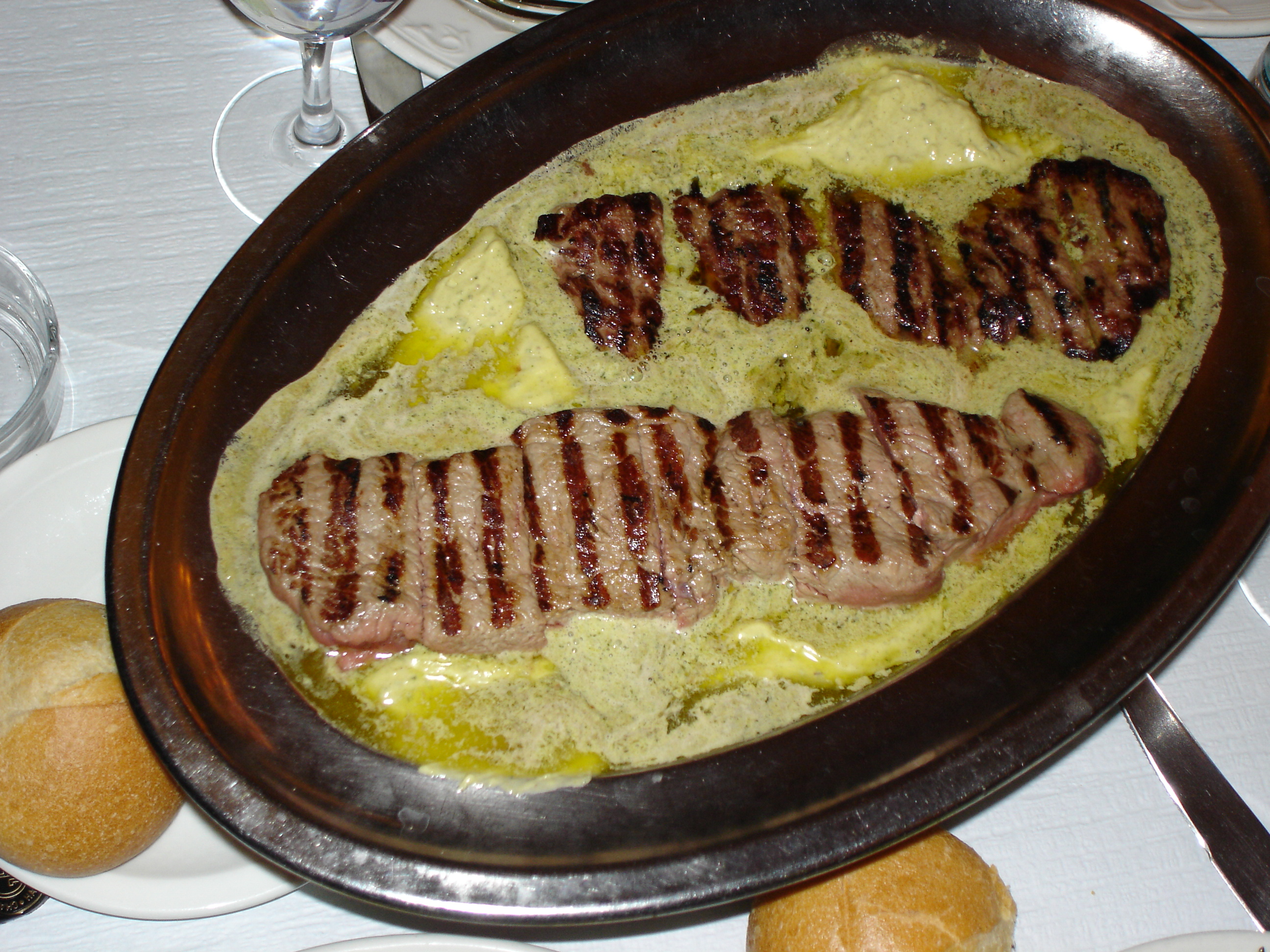
Антрекоти в соусі «Кафе де Парі»

Основним компонентом масляних соусів є розтоплене вершкове масло. Ці соуси найкраще підходять до м'ясних страв, а також до риби і морепродуктів.
- меньєра
- біле масло
- арахісовий соус
- «Кафе де Парі»
- польський соус

Сюди ж можна віднести яєчно-масляні соуси, похідні голландського соусу.

#### Масляні суміші
Масляні суміші являють собою розм'якшене вершкове масло, змішане з подрібненими додаткових в вигляді зелені, сиру, гірчиці та інших приправ, яке потім формують і охолоджують. Для кращого смаку в суміші іноді додають лимонний сік. Розм'якшені масляні суміші формують за допомогою кондитерського мішка або ж спершу охолоджують, а потім вирізують з масла невеликі фігурки або штампують за допомогою виїмок. Масляні фігурки використовують як приправу до гарячих страв та для оформлення холодних страв.

### Соуси на оліях

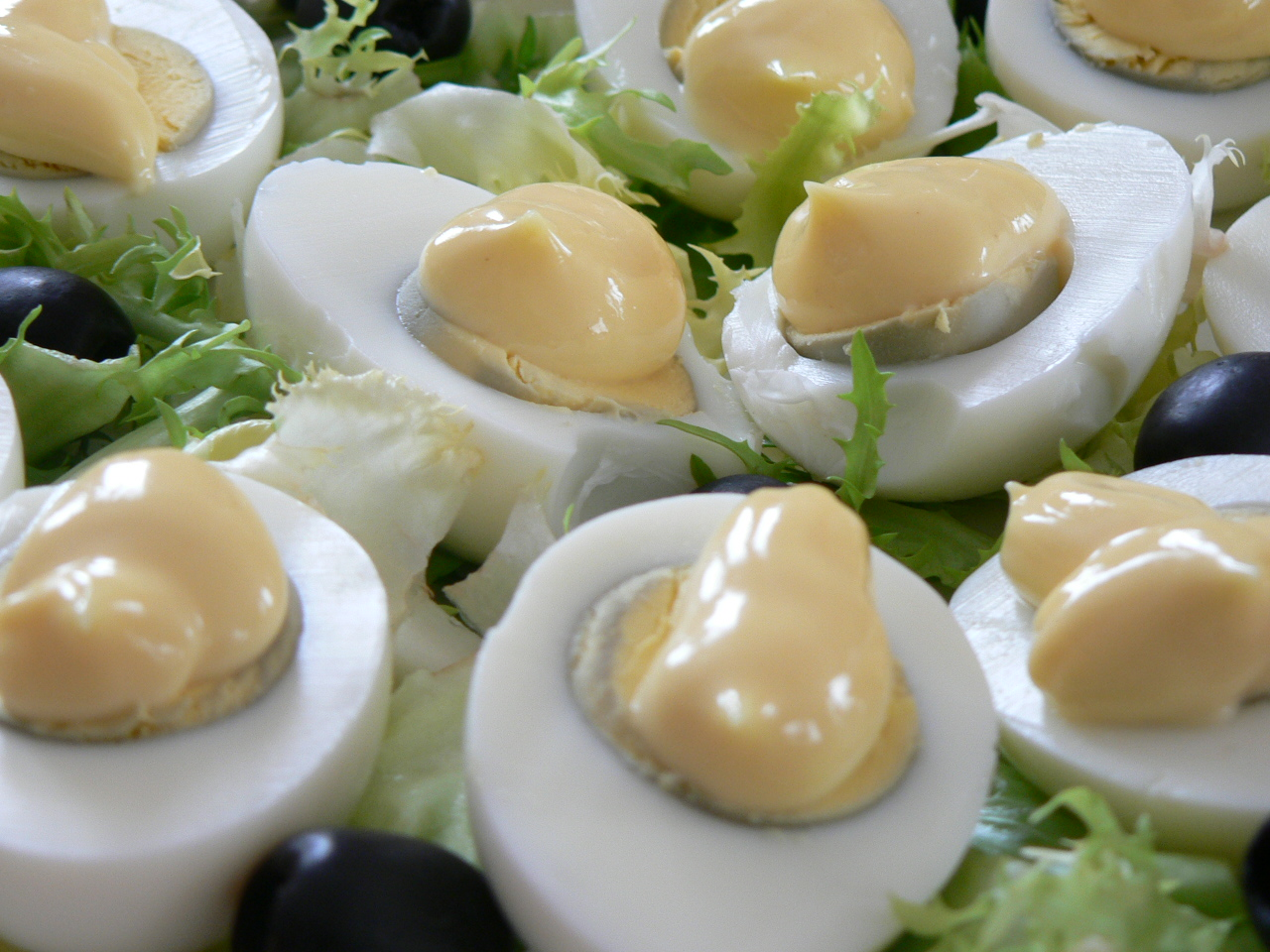
Яйця під майонезом

#### Емульсійні соуси
Соуси емульсійного типу являють собою яєчно-олійну емульсію. Щоб жовток НЕ відшарувався від олії, слід дотримуватися температурного режиму — не нагрівати соуси вище 60 °C. Холодні емульсійні соуси найкраще підходять до салатів (майонез до олів'є або оселедця під шубою), сендвічів, м'ясних страв або як соусу-дип.
- майонез
- айолі
- ремулад
- тартар

### Салатні заправки
Салатні заправки (дресинги) призначені для додання салатам додаткових смакових якостей та з'єднання інгредієнтів салату між собою. Основою салатних заправок зазвичай служать олія або кисло-молочні продукти (сметана, вершки, натуральний йогурт). В них можуть додавати такі продукти, як лимонний сік, оцет, гірчицю, зелень та інші приправи.
- вінегретна заправка
- тисяча островів
- італійський дресинг

### Соуси з подрібнених інгредієнтів

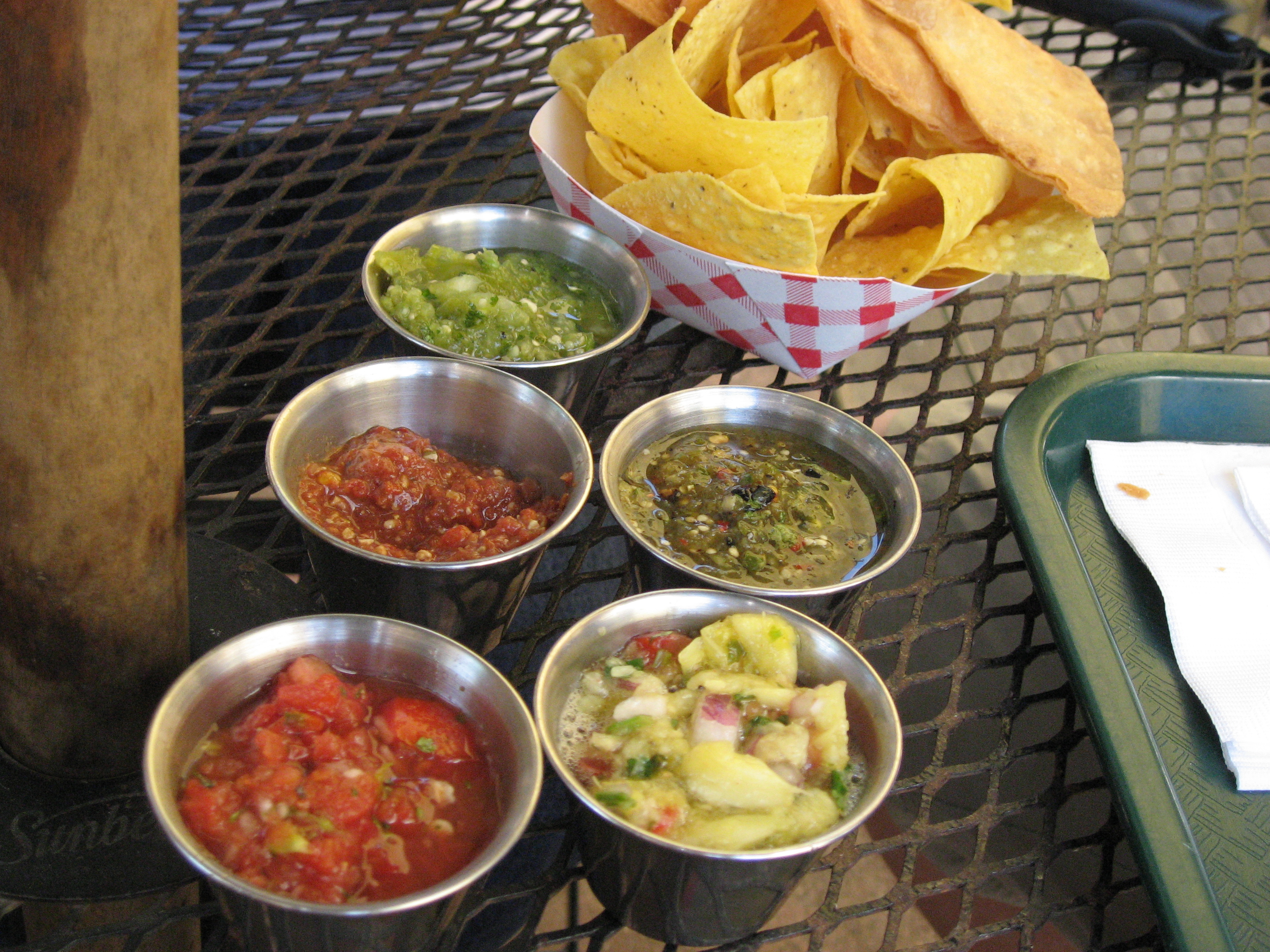
Кілька різновидів сальси, подані до чипсів начос

Такі соуси можуть складатися як з подрібнених овочів, фруктів і зелені, так і з м'ясного фаршу чи грибів. Застосування у подібних соусів найрізноманітніше: до пасти, м'ясних страв, сендвічів.
- сальса
- песто
- болоньєзе
- зелений соус
- муждей
- ткемалі
- сацебелі
- чатні
- реліш
- хлібний соус

### Гострі соуси
Найважливішим компонентом гострих соусів є перець чилі або інші продукти, що володіють гострим смаком (наприклад, хрін). Гострі соуси іноді використовують як маринади.

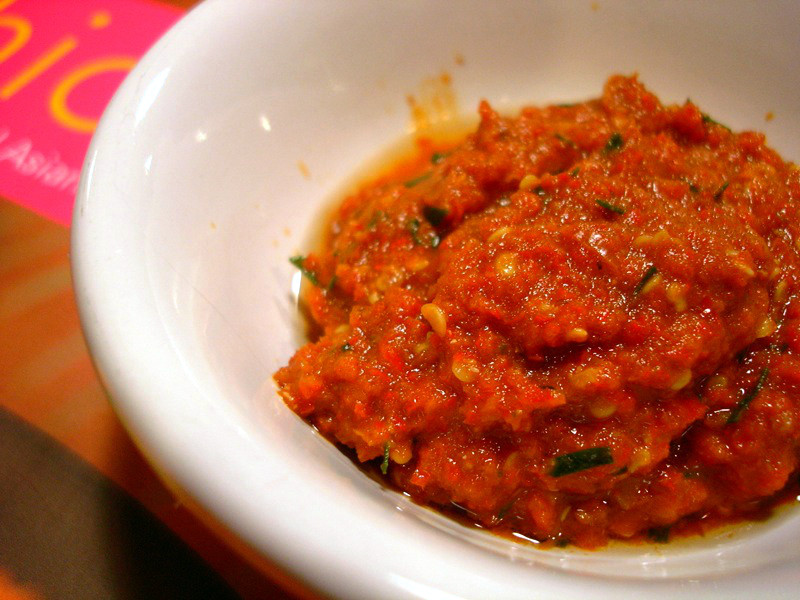
Соус самбал

- табаско
- барбекю-соус
- чилі-соус
- самбал
- хариса
- аджика
- хрін

### Азійські соуси
- кочхуджан
- рибний соус
- соєвий соус
- твенджан
- теріякі
- хойсін

### Солодкі соуси

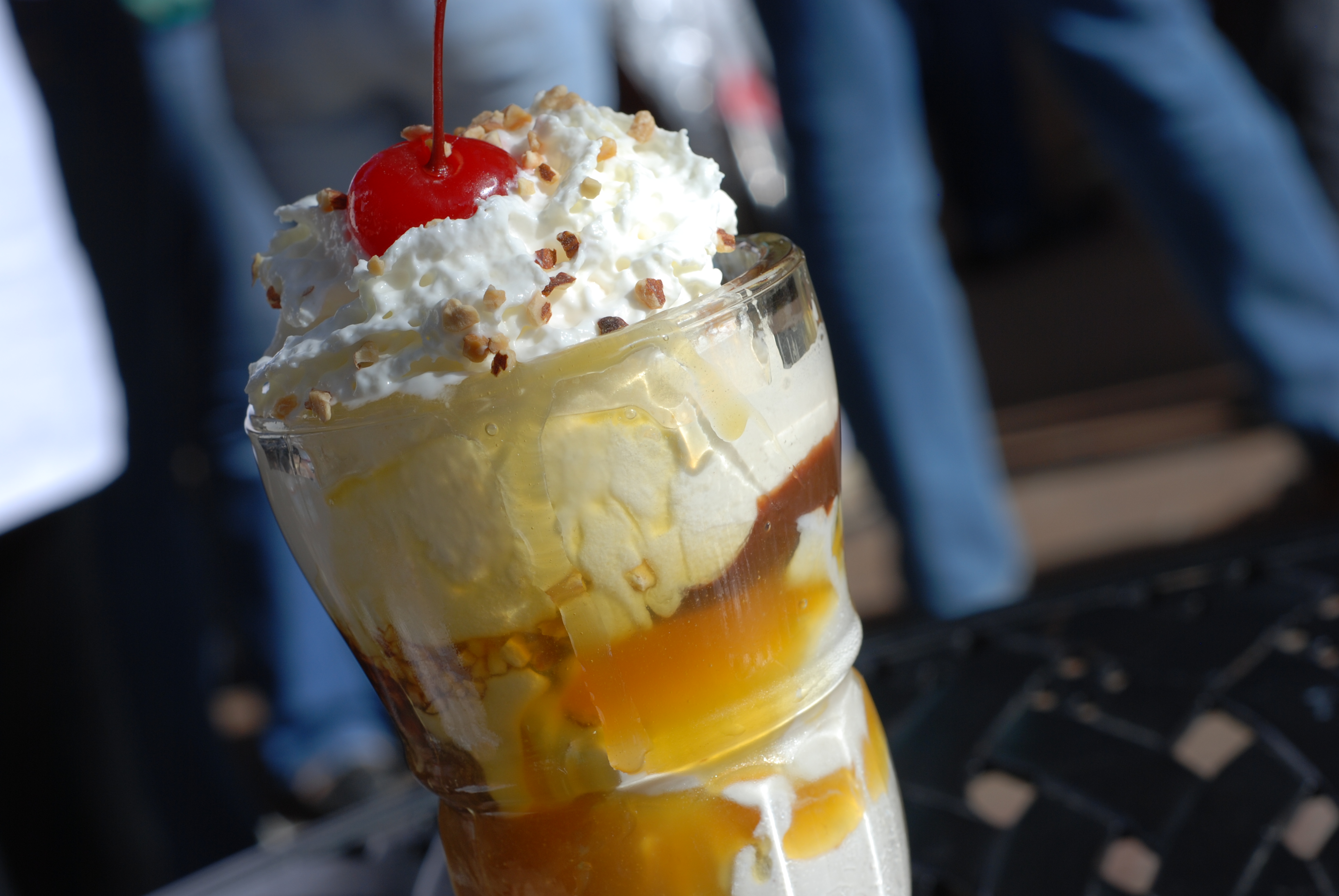
Морозиво з карамельним соусом

Солодкі соуси служать для прикраси десертів та додання їм інших смаків. Деякі фруктові соуси вживають зі стравами з м'яса або птиці.

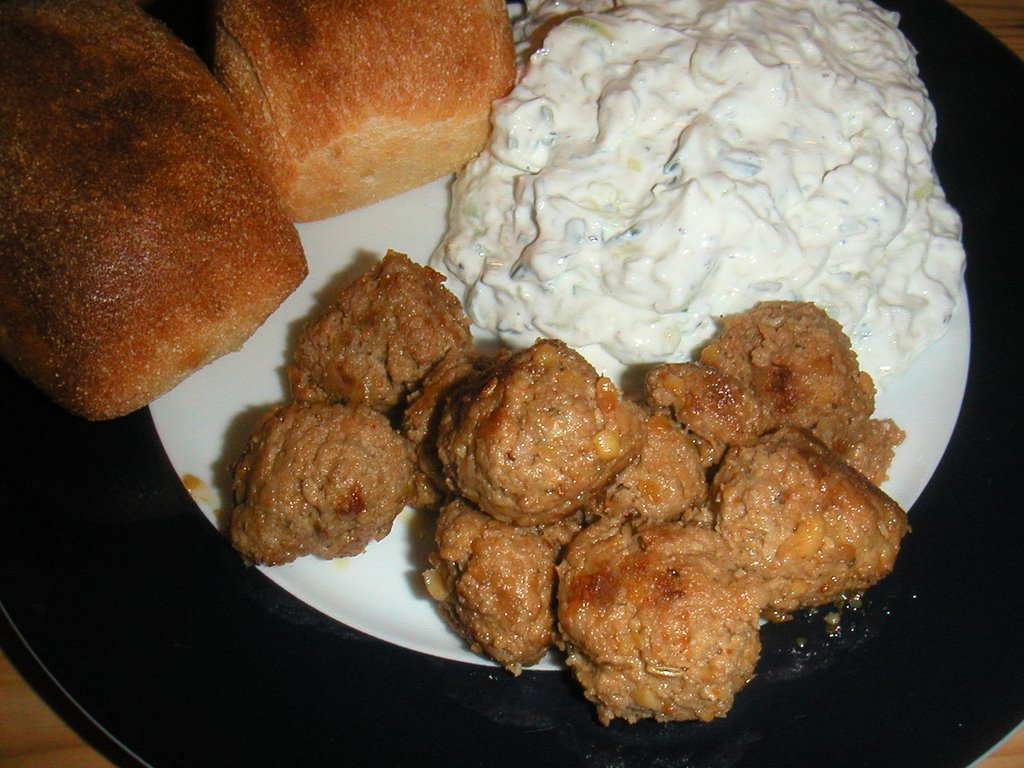
Тефтелі з соусом дзадзикі

- шоколадний соус
- карамельний соус
- ванільний соус
- англійський крем
- Фруктові сиропи та варення
  - яблучне пюре
  - апфелькрен
  - журавлиний соус
  - сливовий соус

### Інші соуси
- гарум
- камберленд
- мостарда
- вустерський соус
- м'ятний соус
- дзадзикі
- часниковий соус
- чимічурі